# برسسییا
برسسییا (به اسپانیایی: Berzosilla) یک شهرستان در اسپانیا است که در استان پالنسیا واقع شده‌است.

## خصوصیات
برسسییا ۱۹ کیلومترمربع مساحت و ۶۳ نفر جمعیت دارد.